# Torre de Argente
La torre de Argente, junto a varios lienzos usados en algunas casas cercanas, son los únicos restos del antiguo castillo situado en la localidad turolense de Argente (España). Fue construido en el siglo XIV durante la Guerra de los Dos Pedros entre Aragón y Castilla, y posteriormente restaurada en época moderna. La torre, de mampostería con sillar en las esquinas, es de planta cuadrada, con 5 metros de lado. Cuenta con dos cuerpos, el primero de talud y el segundo con dos huecos para campanas, debido a que fue usado como campanario de la iglesia de Santa María, de la que la separa una calle estrecha.
Fue declarada Bien de Interés Cultural del Patrimonio Cultural Aragonés, según la disposición adicional segunda de la Ley 3/1999, de 10 de marzo. La publicación del listado de bienes fue realizada el 22 de mayo de 2006.